# Dargitz

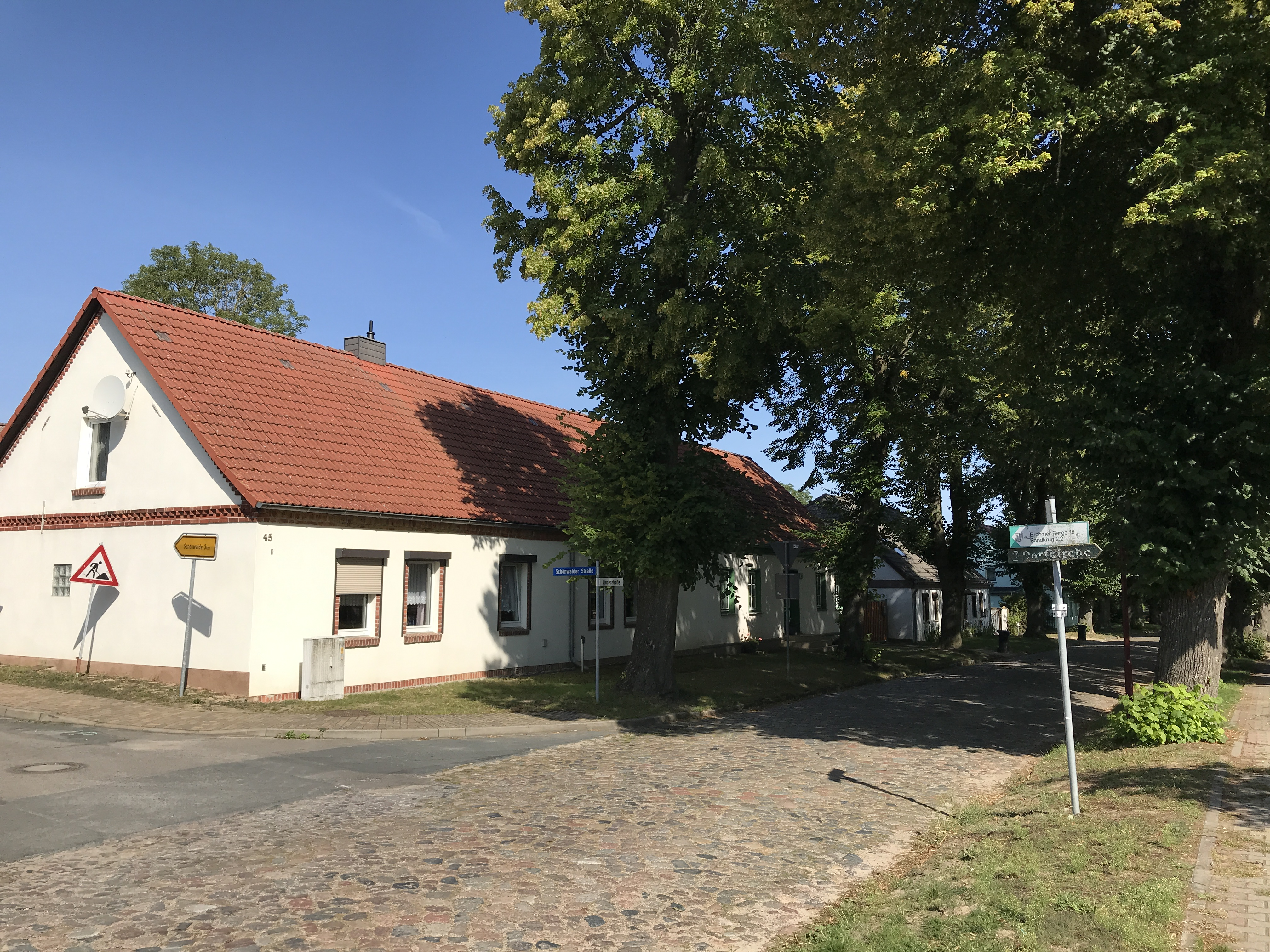
Lindenstraße in Dargitz

Dargitz ist ein Ortsteil der Gemeinde Schönwalde im Landkreis Vorpommern-Greifswald im Osten Mecklenburg-Vorpommerns (Deutschland). Die Gemeinde wird vom Amt Uecker-Randow-Tal mit Sitz in der Stadt Pasewalk verwaltet.

Dargitz zwischen 1880 und 1920

## Geografie
Dargitz liegt 4 Kilometer nördlich der Stadt Pasewalk, 40 Kilometer südöstlich von Anklam und 23 Kilometer südlich von Ueckermünde. Dargitz und die Gemeinde liegen auf einer Hochfläche mit Erhebungen über 50 m. Zur Uecker fällt das Gelände dann aber bis auf wenige Meter ab. Die Gegend ist von mehreren bahndammartigen Osern durchzogen, die aus der letzten Eiszeit stammen.

## Geschichte
Die frühzeitige Besiedlung wird durch einen kaiserzeitlichen (0 bis 400) Begräbnisplatz mit 3 archäologisch untersuchten Gräbern, eines davon ein Reitergrab, und den nahegelegenen slawischen Burgwall von Stolzenburg archäologisch mit vielen Funden nachgewiesen. Sie sind als Bodendenkmal von regionaler Bedeutung registriert und der Burgwall ist in seiner Form noch teilweise erhalten. Das Gräberfeld gehört nicht zur Gemarkung, liegt aber sehr nahe an Dargitz.
Im Gegensatz dazu wurde Dargitz nicht in den pommerschen Urkunden bis Mitte des 15. Jahrhunderts aufgeführt. In dieser Zeit wurde eine Familie von Dargitz als namensgebende Besitzer genannt. Die schwedischen Matrikelkarten von 1696 zeigen den Ort mit einer Doppelreihe von 18 Gebäuden von Süd nach Nord. 1803 waren 12 Vollbauern mit einer Erbpacht registriert, diese wurde 1836 in Eigentum überführt. 1835 ist laut preußischem Urmesstischblatt die Doppelreihe der Gehöfte entlang der Ortsstraße aufgezeigt. Südlich steht die Kirche und nördlich die Bockwindmühle.
1862 ist folgende Statistik aufgeführt:
- Gebäude: je eine Kirche, Predigerhaus, Schule, Gerichtshaus; 2 Hirtenhäuser, 35 Wohn- und 56 Wirtschaftsgebäude
- Gewerbeanwesen: 12 Vollbauern, 1 Krughof, 1 Schmiede, 1 Kirchencolonus, 11 Büdnerstellen
- Einwohner: 337 in 67 Familien

1871 hatte Dargitz 39 Wohnhäuser mit 73 Haushaltungen und 331 Einwohner, 1867 waren es noch 351. Alle waren Mitglied der evangelischen Konfession. Das Messtischblatt von 1880 zeigt ein kompaktes Dorf mit den Bauernhöfen und den zugehörigen Landarbeiterkaten. Seit 1884 führte südlich am Dorf vorbei die Bahnlinie Neubrandenburg–Stettin, hatte aber keinen Haltepunkt, aber einen Bahnwärter. Das Güterverzeichnis von 1905 registrierte 47 Wohngebäude mit 69 Haushalten und 313 Einwohnern. Bis 1920 ergeben sich laut Messtischblatt keine Änderungen. Auch zu DDR-Zeiten blieb die Struktur erhalten. Nach 1960 waren sicher alle Bauern in einer LPG, aber im Dorf wurde keine Agraranlage errichtet.
Das Kreisgebiet war im Kernbereich identisch mit dem seit 1818 bestehenden Landkreis Ueckermünde, der 1939 um 32 Gemeinden des ehemaligen Landkreises Randow erweitert wurde und 1945 durch die Oder-Neiße-Linie getrennt wurde. Der vorpommersche Kreis wurde am 25. Juli 1952 aus dem zwei Jahre zuvor geschaffenen Kreis Pasewalk ausgegliedert und gehörte nach Auflösung der Länder dem neu gebildeten Bezirk Neubrandenburg an. Am 12. Juni 1994 wurde der Kreis (seit dem 17. Mai 1990 wieder als Landkreis bezeichnet) aufgelöst. Das Gebiet bildete seither bis zur Kreisgebietsreform 2011 zusammen mit Teilen der ebenfalls aufgelösten Landkreise Pasewalk und Strasburg den Landkreis Uecker-Randow.

## Kultur und Sehenswürdigkeiten

### Bauwerke
- Die Kirche Dargitz ist eine Feldsteinkirche aus der zweiten Hälfte des 13. Jahrhunderts, dessen Turmaufsatz im Jahr 1978 erneuert wurde. Im Innern steht unter anderem ein Altarretabel aus dem Anfang des 18. Jahrhunderts.
- Bauernhöfe und Dorfstruktur

### Grünflächen und Naherholung
- Oser von Sandkrug über Schönwalde bis Stolzenburg 4,2 km lang und östlich neben Dargitz zwei kürzere Oser.

## Wirtschaft und Infrastruktur

### Verkehr
Südwestlich des Ortes verläuft die A 20. Östlich des Ortes verläuft seit 1863 die Bahnstrecke Greifswald–Stralsund und ebenfalls östlich die  Bundesstraße 109.
Über die nahe Stadt Pasewalk bestehen Bahn- und Straßen- sowie Autobahnanschlüsse in alle Richtungen. Der Flugplatz Pasewalk befindet sich in der Nähe des Ortsteils Stolzenburg, in Franzfelde.

## Persönlichkeiten
- Friedrich Wilda (* 1866 in Dargitz; † 1941 in Neustrelitz), Mediziner und Politiker, 1919 erster Landtagspräsident von Mecklenburg-Strelitz